# Pīrgol
Pīrgol (persiska: پيرگُل, پیرگل) är en ort i Iran.   Den ligger i provinsen Västazarbaijan, i den nordvästra delen av landet, 600 km väster om huvudstaden Teheran. Pīrgol ligger 1 819 meter över havet och antalet invånare är 257.
Terrängen runt Pīrgol är kuperad. Runt Pīrgol är det ganska tätbefolkat, med 185 invånare per kvadratkilometer. Närmaste större samhälle är Nūshīn Shar, 19,6 km öster om Pīrgol. Trakten runt Pīrgol består i huvudsak av gräsmarker.